# Jindřich Mošna
Jindřich Josef Mošna (1. srpna 1837 Karlín – 6. května 1911 Praha) byl český divadelní herec, ve své době jeden z nejlépe hodnocených českých herců. Většinu kariéry působil  v Prozatímním divadle a Národním divadle v Praze.

## Život

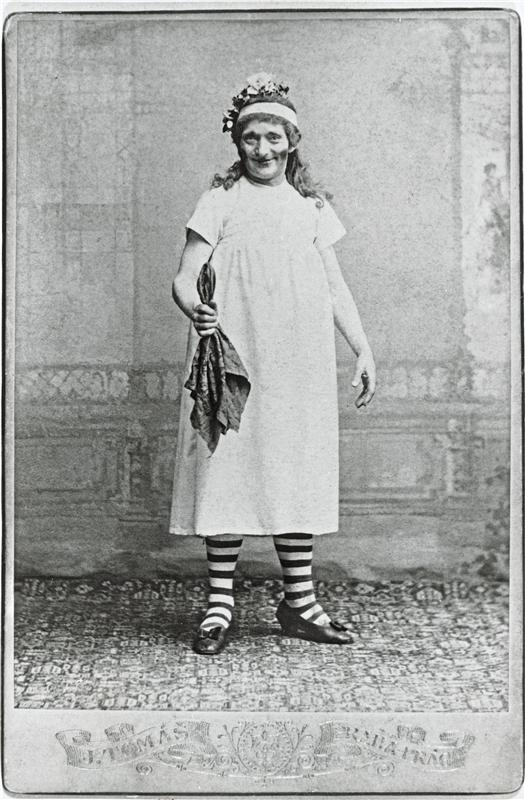
V roli Piskálka ve Snu noci svatojánské (foto Jan Tomáš, 1884)

Téměř celý jeho život je spojen s Prahou. Narodil se kováři Josefu Mošnovi a jeho ženě Johaně, dceři hostinského z Vršovic. Navštěvoval německou reálku, ale nevyhovoval mu německý duch školy a  v tercii byl pro nedostatečný prospěch vyloučen. V roce 1851 se šel učit  mosaznictví do dílny svého strýce.
V roce 1855 se na zkušené ve Vídni seznámil s divadlem. Hrál menší úlohy ve vídeňském divadle, kde se uplatnil jeho komický talent. V roce 1859 se vrátil do Prahy, kde sice nastoupil jako tovaryš, ale zároveň navštěvoval hodiny dramatického umění u režiséra Pavla Švandy ze Semčic. Hrál s úspěchem v několika ochotnických rolích. Poté se postupně připojil k několika skupinám kočovných divadelníků, kde vystupoval v různých rolích a také vykonával pomocné práce v provozu divadla. Se  společností Josefa Štandera účinkoval v mnoha městech v Čechách i na Moravě a v roce 1862 byl  přijat na místo zpěvního komika v plzeňském divadle.
V roce 1864 vstoupil do hereckého souboru Prozatímního divadla v Praze, a od začátku se stal jedním z nejpopulárnějších herců své doby. V roce 1869 se oženil s Josefinou Jedličkovou, dcerou hospodského a řezníka z  Dobříva. Jejich syn Otakar zemřel na rakovinu.
V roce 1883 přešel do nově postaveného Národního divadla, kde setrval více než dvacet let až do chvíle, kdy onemocněl a další divadelní vystupování mu bylo znemožněno. Jednu z posledních velkých postav vytvořil jako sedmdesátiletý v dramatu Aloise Jiráska Otec (1907).  Na podzim roku 1910 se musel podrobit operaci hlasivek, potom operaci šedého zákalu a  rakovinného nádoru jazyka. Zemřel 6. května 1911 a je pochován na Olšanských hřbitovech v Praze. 

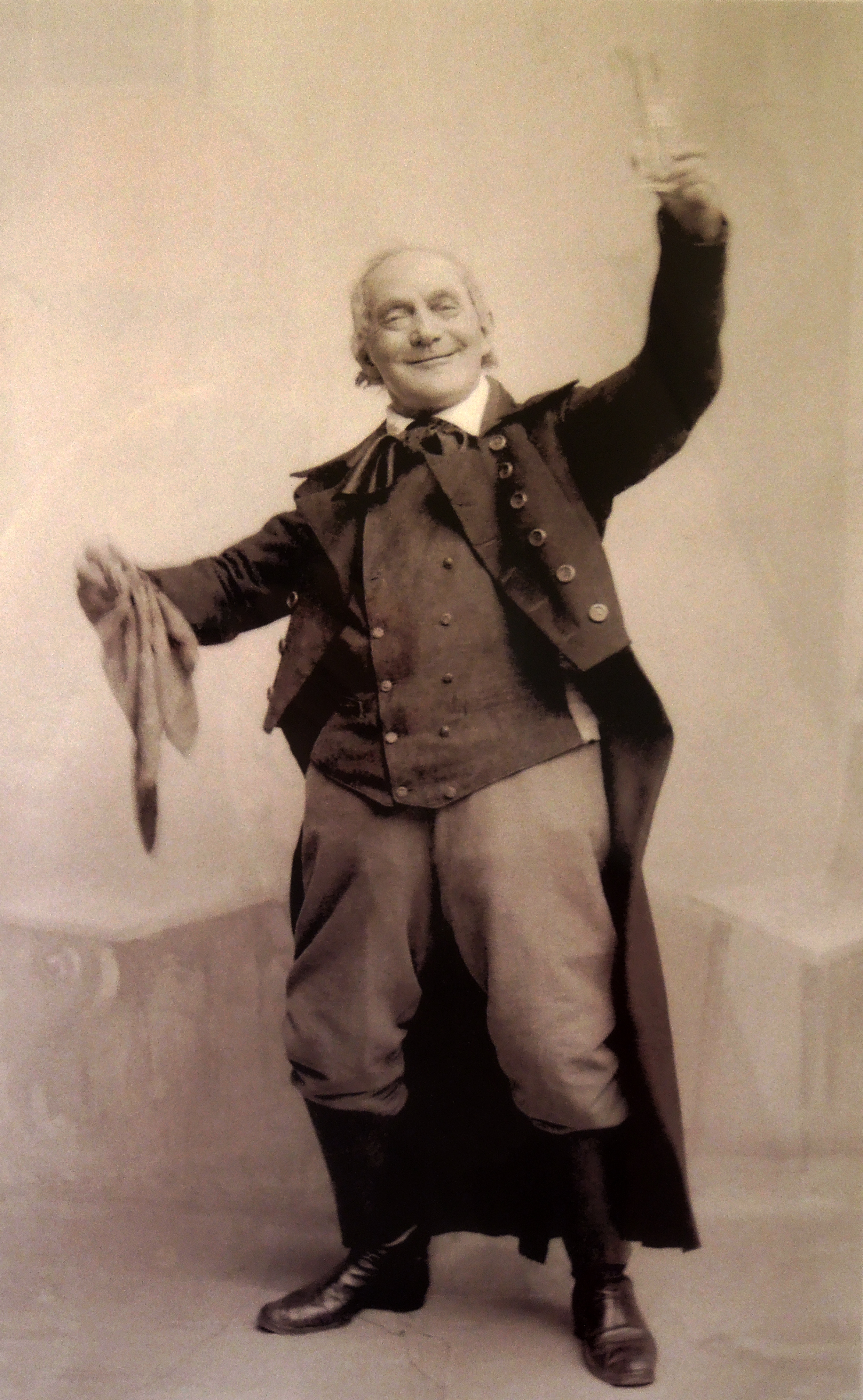
Jindřich Mošna jako Petr Dubský v prvním provedení Našich furiantů (1887)

Během své kariéry vytvořil řadu vysoce ceněných rolí, především komických, k čemuž byl předurčen i svým vzhledem a drobnou postavou. Mezi jeho slavné role patří Jupiter v Offenbachově operetě Orfeus v podsvětí, Hadrián z Římsů ve stejnojmenné Klicperově hře, Lízal v Maryše bratří Mrštíků či Kalafuna v Tylově Strakonickém dudákovi. Rád hrál principála v opeře Bedřicha Smetany Prodaná nevěsta. Jeho pojetí postavy dědečka Petra  Dubského ve hře Ladislava Stroupežnického Naši furianti se stalo vzorem pro jeho následovníky.  
Tragické postavy hrál spíše v pozdějším věku, přešel k nim od postav groteskních, a stal se skvělým realistickým hercem. První z nich byl Harpagon v Molièrově hře Lakomec, kterého Mošna ztvárnil v roce 1885, skvěle také představil Shylocka v Shakespearově Kupci benátském, Polonia v Hamletovi. 
Napsal knihu pamětí Jak jsem se měl na světě a tiskem byly vydávány také jeho  komické monology, kuplety a výstupy. 
Jeho lidský i umělecký osud na historickém pozadí vývoje českého divadla, od smrti J. K. Tyla až po otevření Národního divadla, popsal spisovatel František Rachlík v kratším prozaickém vyprávění Jediná láska (1954), poté v obsáhlé biografické románové kronice Komedie plná lásky (v několika vydáních, první 1954, v roce 1959 německy).

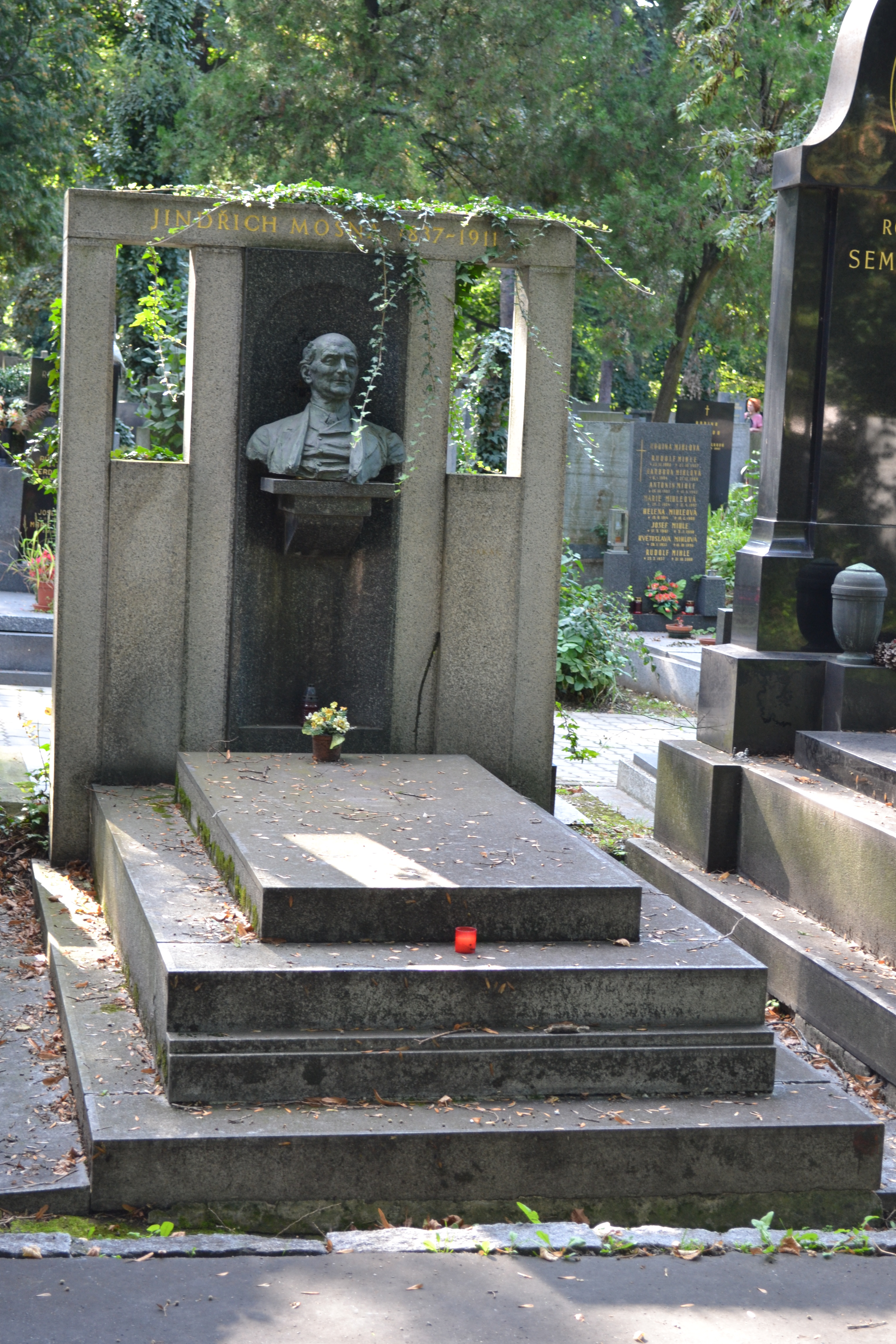
Hrob na Olšanských hřbitovech v Praze

## Citát
| „                        | Úroveň pak, na kterou v Národním divadle dospěl p. J. Mošna v oboru charakterních úloh veseloherních a vážných, k jeho osobní individualitě přiléhavých, patří k nejvyšším bodům umění hereckého – byť i nehrál úlohy hrdinův. | “ |
| — František Adolf Šubert | |   |

## Památka
- Od roku 1947 je po něm pojmenována Mošnova ulice na Smíchově, v roce 1952 prodloužená o část ulice Nad Mydlářkou.[7]
- Ve Staré hospodě v Dobřívě (čp. 48), odkud pocházela jeho manželka, byla v 60. letech 20. století zřízena pamětní síň se stálou expozicí (reinstalována v roce 2005), která je věnována životu a dílu Jindřicha Mošny. Do Dobříva jezdil načerpat síly i inspiraci pro svou divadelní práci. [8]